# 1744 в Україні

## Події
- Олексій Розум та його молодший брат Кирило отримали нове прізвище «Розумовські», графські титули і дворянський герб із зображенням двох українських козаків;
- Російська імператриця Єлизавета Петрівна здійснила візит Україною. Українська старшина уладивши цариці гучне привітання у Києві, подала прохання про відновлення гетьманства. А сам Олекса Розумовський запропонував цариці кандидата на гетьманство — свого молодшого брата Кирила Розумовського;
- Комісія «Правління гетьманського уряду» у складі 18 членів через 16 років діяльності (з 1728 року) уклала новий кодекс під назвою «Права, за якими судиться малоросійський народ»;
- активна діяльність опришків проти королівського війська на територію Західного Прикарпаття на чолі з Іваном Довбушем та в Північній Буковині і Закарпатті (Олекса Довбуш);

## Особи

### Народились
- 31 травня —  Богдан Єгорович Єльчанінов — український письменник та перекладач, загинув під час російсько-турецької війни (помер 1770 року);
- 19 червня — Феофан Шиянов-Чернявський — український освітній та релігійний діяч, ректор Чернігівської духовної семінарії (помер 1812 року);
- 7 листопада — Нестор Максимович Амбодик-Максимович — український вчений, доктор Страсбурзького університету, професор акушерства (помер 1812 року);
- 11 листопада — Андрей Крупинський — доктор медицини, професор, перший протомедик Галичини, перший ректор Львівського колегіуму медікуму (помер 1783 року);

- Данило Самійлович Самойлович (Сушковський) — український медик, засновник епідеміологічної служби в Росії, фундатор першого в Україні наукового медичного товариства;
- Семен Олександрович Неплюєв — член Другої Малоросійської колегії (1773—1778 рр.; помер 1804 року);
- Семен Мусієнко (Неживий) — один з керівників національно-визвольного повстання проти польського панування у Правобережній Україні в 1768 році, Коліївщини;

### Померли
- 27 листопада — Петро Смелич — релігійний діяч сербського походження в Слобідській Україні, архієпископ Білгородський і Обоянський;
- 28 листопада — Феоктист Павловський — український живописець XVIII століття, керівник малярні Києво-Печерської лаври (народився 1706 року);

- Василь Михайлович Гур'єв  — член Правління гетьманського уряду (з вересня 1735 по вересень 1736 рр.; народився 1672 року);
- Інокентій Одровонж-Мигалевич — український драматург та релігійний діяч у добу Гетьманщини;
- Ірина Іванівна Скоропадська — старша донька гетьмана Івана Скоропадського (народилася 1679 року);

## Засновані, створені
- початок будівництва Собору Святого Юра у Львові;
- початок будівництва Андріївської церкви у Києві;
- засновано Крилівську сотню Миргородсбкого полку;
- Мануйлівка (Дніпро)
- Ріжки (Таращанський район)

## Пам'ятні дати та ювілеї
- 800 з часу початку походу київського князя Ігора І Рюриковича на Константинополь та укладення Русько-візантійського мирного договору з імператором Романом I Лакапіном у 944 році за яким руським купцям дозволялось безмитно торгувати в Царгороді за зобов'язання захисту візантійських володінь у3 Криму;
- 775 років з часу початку другого Балканського походу київського князя Святослава у 969 році.
- 725 років з початку правління Ярослава Мудрого, Великого князя Київської  Русі у 1019 році.
- 650 років з часу у 1094 році:
  - захоплення  Олегом Святославичем з підтримкою половців Чернігова. Він розплатився зі своїми половецькими союзниками, віддавши їм Тмутороканське князівство, яке надалі в літописах не згадується.
- укладення миру Великим князем київським Святополком II Ізяславичем миру з половцями. Він узяв у дружини дочку Тугоркана, хана половецького;
- 600 років з часу у 1144 році:
  - створення Галицького князівства та перенесення князем Володимирком столиці до Галича. У місті спалахнуло повстання проти його правління, яке Володимирко придушив.
  - створення Галицького (Крилоського) Євангелія — однієї з найдавніших книжних пам'яток Київської Русі;
- 575 років з часу захоплення й розорення Києва об'єднаним військом 12 руських князів, очолюваним Андрієм Боголюбським у 1169 році.
- 550 років з часу переходу київського престолу перейшов до Рюрика Ростиславича після смерті Святослава Всеволодовича у 1194 році.;
- 500 років з часу перемоги Данила Галицького біля Мостищ над військом Ростислава Михайловича, претендента на галицький престол у 1244 році.
- 475 років з часу початку правління князя Володимира Васильковича (сина Василька Романовича, брата Данила Галицького) на Волині у 1269 році.
- 300 років з часу надання Магдебурзького права місту Житомиру у 1444 році.
- 275 років з часу надання Магдебурзького права місту Бібрці у 1469 році.
- 175 років з часу у 1569 році:
  - укладення Люблінської унії;
  - надання Магдебурзького права місту Яворову.
- 150 років з часу у 1594 році:
  - початку повстання під проводом Северина Наливайка;
  - вперше за свою історію Військо Запорозьке стало повноправним учасником міжнародної коаліції, уклавши договір із «Священною лігою» щодо спільної боротьби проти Османської імперії;
  - закладення замку у місті Жовква.

- 125 років з часу у 1619 році:
  - виходу «Граматики» Мелетія Смотрицького — першого повного видання церковнослов'янської  мови в українській редакції;
  - заснування Спасо-Преображенського Мгарського монастиря;
  - укладення Роставицької польсько-козацької угоди, за якою реєстр обмежувався трьома тисячами козаків і встановлювалася заборона їх походів до турецьких володінь;
  - першої відомої постановки українських інтермедій у містечку Кам'янка Струмилова на ярмарку;
  - офіційного визнання короля Луцького братства з наданням привілею на будівництво церкви і притулку;
  - морського походу козаків під рукою Якова Бородавки-Нероди на Тягиню.
- 100 років з часу у 1644 році:
  - Охматівської битви в якій Великий коронний гетьман Станіслав Конєцпольський а також князь Ярема Вишневецький розбили переважаючі сили татар Тугай-бея. Рештки втікачів розбив комісар Війська Запорозького Миколай Зацвіліховський біля річки Синюхи (нині Черкаська область);
- 75 років з часу у 1669 році:
  - поділу України на два гетьманства: на Правобережжі гетьманом під османським протекторатом залишився Петро Дорошенко, на Лівобережжі — гетьманом під московським протекторатом проголошено Дем'яна Многогрішного;
  - укладення новообраним лівобережним гетьманом Дем'яном Многогрішним україно-московської угоди — Глухівських статей (16 березня);
  - проголошення альтернативним гетьманом Правобережжя під польським протекторатом Михайла Ханенка;
  - обрання Кошовим отаманом Січі Лукаша Мартиновича.

- 50 років з часу у 1694 році:
  - обрання Кошовим отаманом Війська Запорізького Івана Шарпила, а потім Петра Приму.
- 25 років з часу у 1719 році:
  - створення Київської губернії у складі Київської, Орловської, Бєлгородської і Свевської провінцій. До Київської провінції входила Гетьманщина[1].
  - заснування на Слобожанщині Глушківської (Путивльської) суконної мануфактури — однієї з перших в Україні фабрик.[2]

### Видатних особистостей

#### Померли
- 250 років з дня смерті у 1494 році:
  - Юрія Михайловича Донат-Котермака, український філософ, астроном, уродженець міста Дрогобич, в 1481—1482 роках ректор Болоньського університету, в 1487—1494 роках професор Ягеллонського університету в Кракові, викладач Миколи Коперника;

- 50 років з дня смерті у 1694 році:
  - Юрія-Франца Кульчицького, запорізький військовий, герой оборони Відня (1683); увійшов в історію також як засновник однієї з перших у Відні кав'ярні (1686).